# Manuel Gasset y Mercader
Manuel Gasset y Mercader (Neuf Chatelle, Landau. França, 28 de febrer de 1814 — Alzira, Ribera Alta, 13 d'octubre de 1887) fou un militar català, senador i capità general de Catalunya durant el regnat d'Isabel II d'Espanya.
Va néixer a França, on els seus pares, el capità gironí Jaume Gasset i Raimunda Mercader, foren duts com a presoners després del setge de Girona. Però quan tornà a Girona el seu pare el va inscriure al llibre de baptismes de la Catedral de Girona, i així és considerat gironí. Ingressà com a cadet a Barcelona i el 1831 marxà a lluitar en la primera guerra carlina, on fou ferit en 1835 i condecorat amb la Creu Llorejada de Sant Ferran. Ascendí a coronel en 1848 i continuà lluitant en la guerra dels matiners a Vilafranca del Penedès. Vinculat al Partit Moderat, no va donar suport la vicalvarada de 1854, i fou empresonat. Tanmateix, fou alliberat i de 1856 a 1858 fou governador militar de Jaén. De 1858 a 1859 fou Comandant general de Ceuta.
Després va lluitar a la guerra d'Àfrica i destacà a la batalla dels alts de Benzú el 30 de setembre de 1859, raó per la qual el 1875 Alfons XII d'Espanya li concediria el títol de Marquès de Benzú. Arran la intervenció francesa a Mèxic, de 1861 a 1862 fou destinat a la fortificació de San Juan d'Uluá (Veracruz) d'on fou substituït pel general també català Joan Prim i Prats. Un cop a la Península, fou Capità general de Catalunya (1866-1867) i Capità general de València (1867-1868). La reina Isabel II d'Espanya el va nomenat gentilhome de cambra i en 1865 fou escollit senador vitalici.
Quan es va produir la revolució de 1868 fou destituït i apartat dels seus càrrecs, i fou un dels generals que va acompanyar Isabel II al seu exili de París. Va participar activament en la restauració borbònica, raó per la qual el 1875 fou ennoblit per Alfons XII, alhor que en 1877 era nomenat novament senador vitalici.